# Ginásio Chico Neto
O Ginásio Francisco Bueno Neto, ou simplesmente Chico Neto, é um ginásio localizado na cidade de Maringá. Foi nomeado em homenagem ao jogador Francisco Bueno Netto.
Inaugurado em 1976, tem capacidade para 5.500 espectadores (um dos principais do estado) e faz parte do Complexo Esportivo Jaime Canet Júnior.
É utilizado pelas equipes de futsal da cidade, bem como pelos times de handebol, e pelo Maringá Vôlei, equipe da superliga masculina de vôlei.